# Carla Peterson
W treści tego artykułu od 2010-11 występują prawdopodobnie wyrażenia zwodnicze, co nie jest zgodne z zasadami przyjętymi w Wikipedii.
Dokładniejsze informacje o tym, co należy poprawić, być może znajdują się w dyskusji tego artykułu.
 Po wyeliminowaniu niedoskonałości należy usunąć szablon {{Dopracować}} z tego artykułu.
Carla Peterson ps. Perla (ur. 6 kwietnia 1974 w Córdobie, w Argentynie) – argentyńska aktorka.
Carla Peterson znana jest z telenoweli argentyńskiej Jesteś moim życiem, gdzie zagrała rolę Constanzy Insua oraz z roli Lucii w telenoweli Młodzieńcza miłość. Obie telenowele emitowała w Polsce stacja TV4. Wcześniej znana bardziej jako aktorka teatralna. Jest najstarszą z trójki dzieci prawniczki i pilota. Przodkowie jej matki przyjechali do Argentyny z Włoch.

## Kariera artystyczna
Carla występowała głównie w sztukach teatralnych, m.in. w sztuce Gdzie jest Janet?. Był to komediodramat w którym zagrała wraz z Claudią Fontan (Mercedes z Jesteś moim życiem).
Występowała na Broadwayu w sztuce No te hagas elloco. Na małym ekranie zadebiutowała w wieku 17 lat w serialu Dance party. Następnie posypały się role m.in. w serialu Princesa oraz Narana y media i Verano del 98. W serialu Młodzieńcza miłość zagrała matkę, samotnie wychowującą syna Tommy’ego, a zarazem kobietę szukającą miłości, szczęścia i spokoju. Później wystąpiła jeszcze w paru telenowelach m.in. Son amores, La Ninera i Pensionados. W 2005 roku na ekrany kin wszedł film pt. El Frijol, jest to argentyńsko-meksykańsko-amerykańska produkcja z udziałem Carli.
W 2006 roku nastąpił przełom w karierze aktorki, a stało się to za sprawą roli Constanzy Insua – narzeczonej Martina Quesady w serialu Jesteś moim życiem (Sos mi vida). Jej sukces w tej roli zaowocował propozycją zagrania w kolejnej telenoweli. W 2007 roku Carla rozpoczęła zdjęcia do nowego serialu Lalola, w którym zagrała pierwszoplanową rolę u boku Luciana Castro.

## Seriale / telenowele
- 2011 Los únicos jako Doris Hoffman
- 2011 Un año para recordar jako Ana María Santos
- 2008 Pan i Pani Pells (Los Exitosos Pells) jako Sol Casenave
- 2007 Lalola jako Dolores „Lola” Padilla
- 2007 Plumíferos jako Clarita
- 2006 Jesteś moim życiem (Sos mi vida) jako Constanza Insúa
- 2005 Po prostu miłość (Amarte asi) jako Chantal
- 2004 Los Pensionados jako Sandra
- 2004 La Niñera jako Ana Wainer
- 2002 Son amores jako Brigitte
- 2001 Młodzieńcza miłość (Enamorarte) jako Lucia Preto
- 1998 Verano del '98 jako Perla Gómez
- 1997 Naranja y media jako Valeria
- 1996 La Nena
- 1994 Aprender a volar
- 1994 Montaña Rusa jako Maria
- 1992 Princesa

| Rok  | Telenowela         |                       |
| Rok  | Telenowela         | Lista „Świat Seriali” |
| ---- | ------------------ | --------------------- |
| 2007 | Lalola             | 3                     |
| 2006 | Jesteś moim życiem | 2                     |

## Filmografia
- 2005 El Frijol

## Sukcesy
Pierwszym telewizyjnym sukcesem Carli okazała się rola Perli Gomez w serialu Verano del 98. Serial przysporzył aktorce wielu fanów, którzy przez dłuższy czas Carla nazywali ją „Perlą”.
Rola Lucii w Młodzieńczej miłości otworzyła aktorce drogę do międzynarodowej kariery, a utwierdziła jej pozycję na świecie rola Constanzy w serialu Jesteś moim życiem. Carla zdobyła ogromną popularność rolą Dolores „Loli” w serialu Lalola, otrzymując za nią statuetkę Martin Fierro w kategorii najlepsza aktorka komediowa w 2008 roku.

## Nagrody i nominacje
- 2007 Nominacja do nagrody „Martin Fierro” (latynoski oskar) za rolę Constanzy w serialu Jesteś moim życiem w kategorii aktorka drugoplanowa, jednak aktorka przegrała z Eriką Rivas z telenoweli Casados con hijos. Zamiast tego odebrała statuetkę za swojego serialowego kolegę Carlosa Belloso, który wygrał w kategorii aktor drugoplanowy za rolę Quique Ferettiego, a nie mógł pojawić się na ceremonii rozdania statuetek.
- 2007 Nagroda „Martin Fierro” w kategorii najlepszej aktorki komediowej za rolę w serialu Lalola. Tam też wraz z resztą obsady odebrała statuetkę dla telekomedii Lalola. Początkowo nagrodę tę przyznano Natalii Oreiro za telenowelę Jesteś moim życiem jednak Natalia oddała nagrodę Carli za rolę w Laloli.
- 2008 Nagroda „Clarin Premios Espectaculos” za rolę w komedii Lalola w kategorii najlepszej aktorki komediowej.